# Striatoppia breviclava
Striatoppia breviclava är en kvalsterart som beskrevs av Sandór Mahunka 1982. Striatoppia breviclava ingår i släktet Striatoppia och familjen Oppiidae. Inga underarter finns listade i Catalogue of Life.